# Luperina rhusia
Luperina rhusia är en fjärilsart som beskrevs av Rudolf Püngeler 1899. Luperina rhusia ingår i släktet Luperina och familjen nattflyn. Inga underarter finns listade i Catalogue of Life.